# Ecliptopera intromissa
Ecliptopera intromissa là một loài bướm đêm trong họ Geometridae.